# Tempestade tropical Megi (2022)
A tempestade tropical Agaton, (Renomeado Megi pela JMA) foi um ciclone tropical fraco, porém mortal, que atingiu as Filipinas em abril de 2022. Foi a terceira depressão tropical e a segunda tempestade tropical da temporada de tufões no Pacífico de 2022. Megi originou-se de uma área de convecção no Mar das Filipinas, onde seguiu lentamente para o noroeste no Golfo de Leyte, onde permaneceu quase estacionário, seguindo lentamente para o leste. Megi fez dois desembarques, um na Ilha Calicoan em Guiuan, e outro em Basey, Samar. Ele continuou a seguir para o sudoeste e reentrou no Mar das Filipinas por volta das 18h00 UTC.
Fortes chuvas e vendavais levaram ao naufrágio de dois navios. Grandes deslizamentos de terra empurraram a lama sobre aldeias em Leyte, soterrando cerca de 210 casas. Desde 13 de abril de  2022, o Conselho Nacional de Redução e Gestão de Riscos de Desastres das Filipinas (NDRRMC) relatou 43 mortes, 7 desaparecidos e 8 feridos. Os números sobre as vítimas da tempestade ainda estão sob confirmação à medida que as operações de resgate continuam, com algumas autoridades relatando pelo menos 80 mortes. O Departamento de Agricultura estima no valor de ₱ 424 milhões em danos agrícolas, e o Departamento de Obras Públicas e Rodovias estima no valor de ₱ 145 milhões em danos de infraestrutura, num total de ₱ 569 milhões (US$ 10,9 milhões). Atualmente, eles diferem dos danos relatados pelo NDRRMC, que permanecem em ₱ 52.4 milhões (US$ 1,01 milhões).

## História da tormenta

Um loop de satélite da então tempestade tropical Malakas e Agaton, registrado em GIF entre 9 e 10 de abril.

Em 8 de abril, um distúrbio tropical se desenvolveu perto de10° 42′ N, 127° 06′ L, cerca de 359 nmi (665 km; 413 mi) oeste-noroeste de Palau. A Agência Meteorológica do Japão (JMA) começou a rastrear a perturbação como uma depressão tropical mais tarde naquele dia. Na mesma época, a Administração de Serviços Atmosféricos, Geofísicos e Astronômicos das Filipinas (PAGASA) informou que o sistema havia se desenvolvido em uma depressão tropical, foi nomeado Agaton pela agência. O PAGASA começou a emitir Boletins de Ciclones Tropicais (TCBs) para a tempestade mais tarde naquele dia.
Em 9 de abril, o Joint Typhoon Warning Center (JTWC) emitiu mais tarde um Alerta de Formação de Ciclone Tropical (TCFA) para o sistema. O amplo centro de circulação de baixo nível do sistema se consolidou ainda mais e às 03h00 UTC, a agência o atualizou para uma depressão tropical e atribuiu-lhe a designação 03W.
Antes e nas primeiras horas de 10 de abril, a JMA, JTWC e PAGASA atualizaram o sistema para uma tempestade tropical, com a JMA atribuindo o nome de Megi à tempestade. Embora as condições do ambiente fossem geralmente favoráveis ao desenvolvimento, o sistema só manteve sua força ao longo do dia, à medida que começou a interagir com a terra.
Megi fez seu primeiro desembarque na Ilha Calicoan, Guiuan às 07h30 PHT de 11 de abril (23h30 UTC de 10 de abril). Ventos de direção fracos tornaram a tempestade quase estacionária sobre o Golfo de Leyte, mantendo seus 35 kn (65 km/h; 40 mph) ventos perto de seu centro. O desenvolvimento limitado provocou rebaixamentos do sistema para uma depressão tropical pelo JTWC às 21h00 UTC, e pelo PAGASA às 08h00 PHT (00h00 UTC) em 11 de abril. Depois de algumas horas de movimento lento para noroeste, a tempestade fez seu segundo landfall em Basey, Samar, por volta das 16h00 PHT (08h00 UTC). Pouco depois, o JTWC emitiu seu aviso final para a tempestade.
Megi continuou a serpentear lentamente a área de Leyte – Samar, impulsionada por ventos alísios e ventos de oeste conflitantes. Como a tempestade se deteriorou ainda mais sob a influência da terra, a JMA emitiu seu aviso final para a tempestade às 06h00 UTC de 12 de abril O PAGASA também emitiu seu boletim final para a tempestade logo depois, uma vez que enfraqueceu ainda mais em uma área de baixa pressão. Megi continuou a seguir para sudeste e reentrou no Mar das Filipinas por volta das 18h00 UTC. A JMA continuou a monitorar o sistema até que foi notado pela última vez às 06h00 UTC de 13 de abril.

## Preparações para a chegada de Megi
Ao desenvolver-se em uma depressão tropical, o PAGASA imediatamente começou a emitir avisos do Sinal No. 1 sobre Samar Oriental, Siargão e as Ilhas Bucas Grande e Dinagat. A agência também começou a aumentar os alertas do Sinal No. 2 e expandiu sua bolha de áreas sob o Sinal No. 1 depois que ele se transformou em uma tempestade tropical. As aulas e os trabalhos em Danao, Cebu, foram suspensos em 10 de abril.
Em 11 de abril, as aulas em Cebu City, Lapu-Lapu City, Mandaue, Talisay, Carcar e Tacloban foram todas suspensas. As aulas também foram suspensas em toda a província de Southern Leyte e em partes de Negros Occidental . Cebu City e Tacloban também suspenderam o trabalho nos setores governamental e privado e começaram a evacuar moradores próximos a rios e margens. O Departamento de Relações Exteriores suspendeu as operações de dois de seus escritórios consulares nas áreas afetadas. De acordo com o NDRRMC, 29 634 pessoas foram evacuadas preventivamente.
A PLDT e a Globe Telecom, ambas empresas de telecomunicações filipinas, prepararam estações de cobrança e chamadas gratuitas antes da tempestade. Em 12 de abril, o Departamento de Bem-Estar e Desenvolvimento Social (DSWD) anunciou que havia preparado ₱ 13,2 milhões (US$ 254 049) em pacotes de alimentos para a família, com um adicional de ₱ 26,7 milhões (US$ 513 462) em itens não alimentícios.

## Estragos causados por Agaton

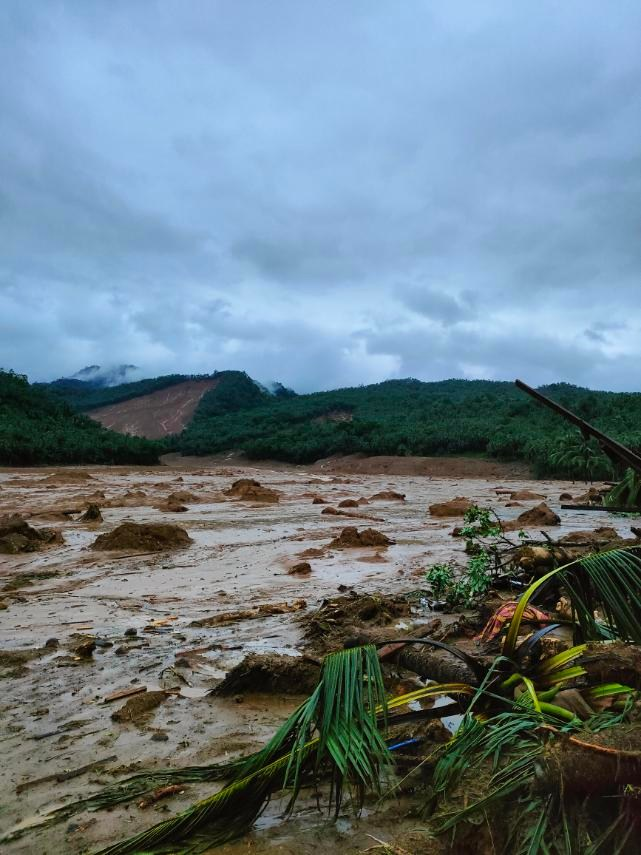
Um deslizamento de terra em Baybay, Leyte.

A maioria dos danos de Agaton se concentrou nas regiões ocidentais e orientais de Visayas, sendo esta última onde a tempestade permaneceu durante a maior parte de sua vida útil. Chuvas fortes e persistentes, inundações repentinas e ventos fortes levaram a inundações e deslizamentos de terra generalizados nas duas regiões. Algumas das áreas afetadas por Megi foram recentemente atingidas pelo tufão Rai e estavam apenas começando a se recuperar antes do impacto do ciclone.
Em 10 de abril, ondas fortes derrubaram um navio roll-on/roll-off em San Francisco, Cebu, fazendo com que ele afundasse, e também virou um navio de carga em Ormoc. À noite, a cidade de Cebu declarou estado de calamidade. Os viajantes que voltavam para casa para a Semana Santa em Visayas Oriental e Central ficaram presos nos portos devido às condições climáticas severas. Um total de cerca de 8 706 passageiros ficaram retidos nas regiões ocidentais das Filipinas. Quedas de energia foram relatadas em 69 cidades e municípios. As interrupções também afetaram os serviços para as empresas de telecomunicações na área.
Na cidade de Baybay, um deslizamento de terra cobriu um barangay inteiro de 210 residências na lama. Em Pilar, Abuyog, 26 pessoas morreram, 96 ficaram feridas, 150 estão desaparecidas e 80% das casas foram enterradas. O NDRRMC relatou 580 876 pessoas afetadas, 77 745 das quais foram deslocadas de suas casas. A agência também relata 43 mortos, 7 desaparecidos e 8 feridos. Os números de outras unidades do governo local diferem, no entanto. Desde 13 de abril de  2022, o governo local de Baybay relatou pelo menos 48 mortos, 27 desaparecidos e 105 feridos em deslizamentos de terra. Autoridades relatam uma contagem de mortes de até 80 pessoas enquanto as operações de resgate continuam.
Os danos agrícolas são estimados pelo NDRRMC em ₱ 51,4 milhões, com danos de infra-estrutura estimados em ₱ 250 000. Além disso, 341 casas foram danificadas (com 19 casas totalmente destruídas), causando um adicional estimado de ₱ 709 500 em danos. No total, o NDRRMC estima pelo menos ₱ 52,4 milhões (US$ 1,01 milhões) em danos. O Departamento de Agricultura estima um número maior para o setor agrícola, chegando a mais de ₱ 424 milhões. O Departamento de Obras Públicas e Rodovias também relata um maior dano à infraestrutura; estimado em torno de ₱ 145 milhões, para um total de ₱ 569 milhões (US$ 10,9 milhões) em danos.
O Ministério de Serviços Sociais e Desenvolvimento em Bangsamoro relatou pelo menos 136 000 pessoas afetadas na Área Geográfica Especial de Bangsamoro (geograficamente em Cotabato). Em Maguindanao, 244 225 pessoas foram deslocadas de suas casas.

## Consequências
As buscas por sobreviventes por unidades do governo local começaram em 12 de abril em áreas atingidas por deslizamentos de terra, mas foram prejudicadas pelo clima severo e solo instável. A Cruz Vermelha das Filipinas também iniciou operações de busca e resgate nas áreas atingidas por deslizamentos de terra em Leyte.
A tempestade teve seu impacto durante o período de campanha para as eleições gerais filipinas de 2022, em que uma resolução aprovada pela Comissão Eleitoral (COMELEC) proibiu a liberação e o gasto de fundos públicos para qualquer órgão do governo ou funcionário público, limitando as operações de socorro e a ajuda que poderia ser fornecido imediatamente sem a necessidade de um recurso. Em entrevista televisionada, o comissário do COMELEC, George Garcia, disse que as petições das áreas atingidas por Megi serão expedidas. O Gabinete do Vice-Presidente da candidata presidencial Leni Robredo, que estava isento da proibição, começou a coordenar com as unidades do governo local e enviou ajuda para as comunidades afetadas em 11 de abril. A distribuição de kits de socorro também foi facilitada por meio do DSWD, que também estava isento da proibição, em vez das unidades do governo local. O município de Guiuan anunciou a intenção de interpor recurso ao COMELEC. Além disso, os candidatos presidenciais Bongbong Marcos e Manny Pacquiao também solicitaram isenções da proibição para fornecer ajuda às áreas afetadas.
Pessoas e organizações também iniciaram campanhas de doação para as áreas afetadas. Organizações voluntárias iniciaram operações de ajuda, com algumas campanhas de doação postadas nas mídias sociais sob várias hashtags.